# Ctenuchidia subcyanea
Ctenuchidia subcyanea är en fjärilsart som beskrevs av Walker 1854. Ctenuchidia subcyanea ingår i släktet Ctenuchidia och familjen björnspinnare. Inga underarter finns listade i Catalogue of Life.